# Július Pántik
Július Pántik (ur. 15 stycznia 1922 w Strednich Plachtincach, zm. 25 sierpnia 2002 w Bratysławie) – słowacki aktor teatralny i filmowy.

## Wyróżnienia
Źródło:
- 1966: tytuł „Zasłużony artysta”
- 1979: tytuł „Artysta narodowy”